# Gainesville Park (Alabama)
Der Gainesville Park ist ein dreieckiger, historischer Park in der Stadt Gainesville im US-Bundesstaat Alabama. Er ist seit dem 29. Oktober 1985 mit der Nummer 85002929 im National Register of Historic Places eingetragen.

## Lage
Der Park befindet sich etwa 150 Meter südwestlich vom Tombigbee River am nördlichen Ende der historischen Innenstadt von Gainesville. Er wird im Süden von der Washington Street, im Westen von einer Verlängerung der State Street (Alabama State Route 116) und im Osten von der McKee Street (Alabama State Route 39) abgegrenzt.

## Beschreibung
Der dreiecksförmige Park misst etwa 29 × 46 × 34 Meter und wird von einem niedrigen Eisenzaun umschlossen. Eine breite Öffnung im Süden bietet einen Zugang von der Washington Street.
An der nördlichen Spitze innerhalb der Umzäunung steht ein rechteckiger, etwa 3 × 3,70 Meter großer, offener Pavillon mit einem flachen, pyramidenförmigen Dach, das von vier quadratischen Säulen getragen wird. Der Pavillon stammt aus der Mitte des 19. Jahrhunderts und stellt ein selten erhaltenes Beispiel für Greek-Revival-Architektur dieses Bautyps dar.

## Geschichte
Der Park war Mitte des 19. Jahrhunderts das soziale Zentrum von Gainesville. Er diente als Versammlungsplatz für verschiedene Veranstaltungen wie Konzerte, Feiern oder Bürgerversammlungen. Zu dieser Zeit war der Park noch von ein- und zweistöckigen Geschäftsgebäuden umgeben, darunter eine Filiale der Alabama State Bank an der State Street auf der Westseite. Nordöstlich an der Ecke McKee/Yankee Street nahe dem Fluss stand das während der Flush Times in den 1830er Jahren errichtete American House Hotel. In den 1840er oder 1850er Jahren entstand vermutlich der Pavillon, der erstmals auf einer Sanborn-Karte von 1884 nachgewiesen ist. Der heutige Zaun und die Wasserstelle im südlichen Bereich datieren wahrscheinlich ins späte 19. Jahrhundert.